# Коларово (област Хасково)
Вижте пояснителната страница за други значения на Коларово.
Коларово е село в Южна България. То се намира в община Харманли, Хасковска област. 

## География
Селото се намира на 14 km от общинския център Харманли, на 54 km от областния център Хасково и на 261 km от столицата София.

## История
Старото име на селото е Арабаджикьой.

## Обществени институции
- Кметство, училище, библиотека

## Икономика
В селото са разположени няколко винарски изби.